# Weser Yacht Club Bremerhaven
Der Weser Yacht Club Bremerhaven e.V. (WYC) ist ein Segelclub mit Sitz in Bremerhaven. Er ist Mitglied im Deutschen Segler-Verband und im Landessportbund Bremen.

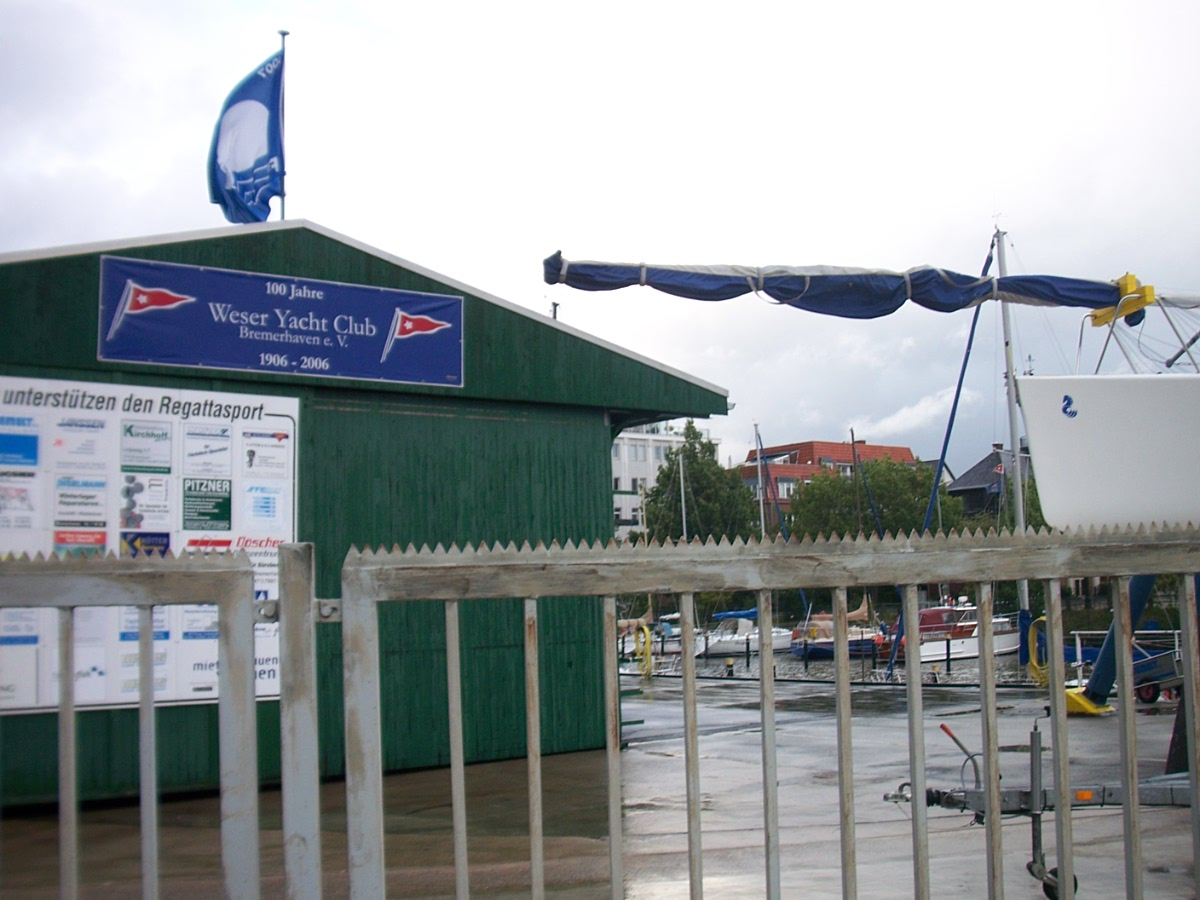
Weser Yacht Club, Clubgelände

## Geschichte
Der Weser Yacht Club Bremerhaven e.V. wurde 1906 als Weser Yacht Club – Abteilung Unterweser gegründet. Im Jahre 1948 wurden aus den verschiedenen Abteilungen (Unterweser, Bremen, Vegesack, Oldenburg) eigenständige Vereine.
Nach mehreren Umzügen hat der WYC sein Domizil im Hauptkanal im Herzen von Bremerhaven-Geestemünde. Hier haben zur Zeit 180 Segelyachten ihren Liegeplatz.
2006 wurde der Verein mit der Sportplakette des Bundespräsidenten ausgezeichnet.

## Sportliche Erfolge

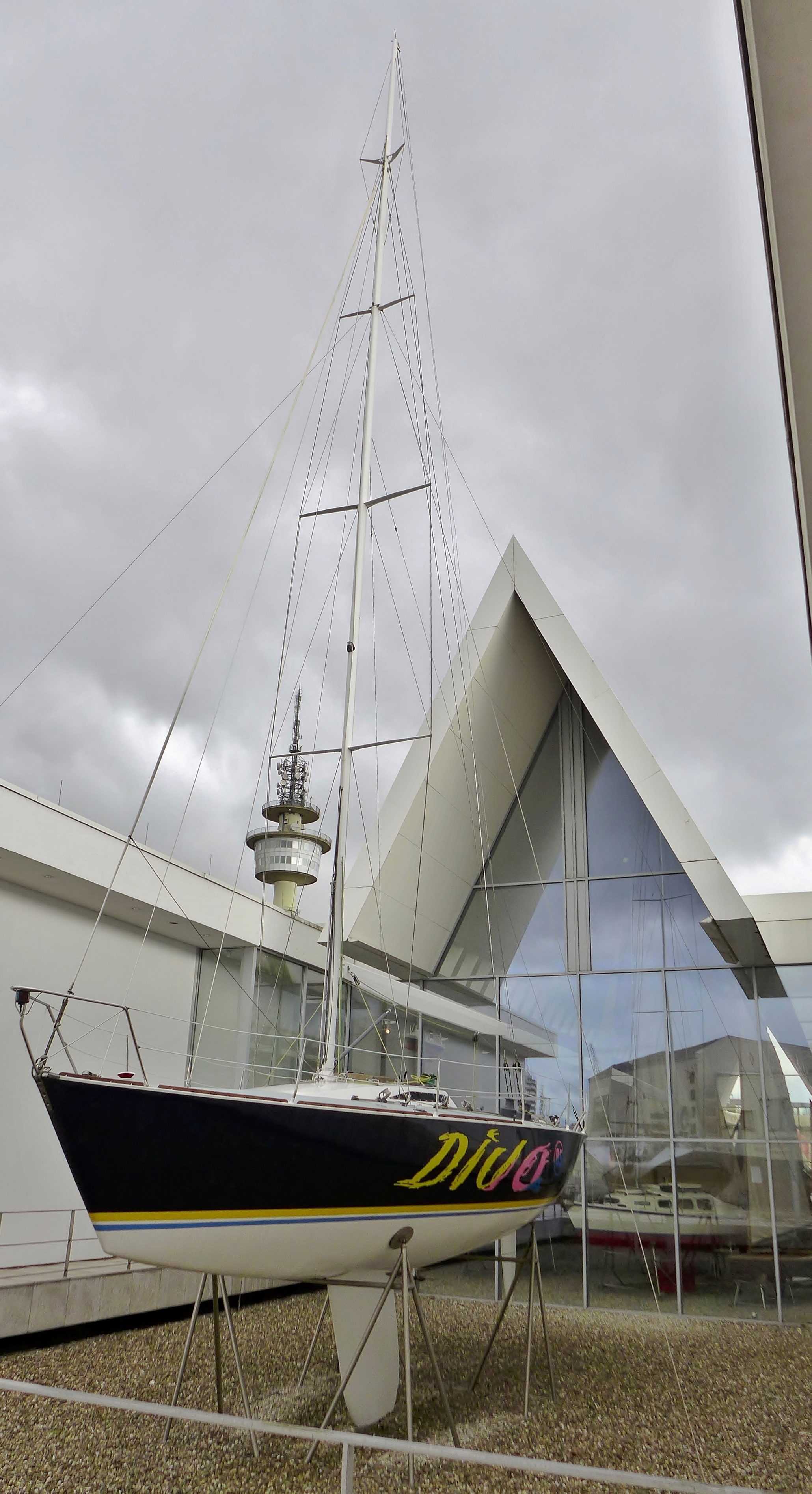
Diva im Freigelände des Deutschen Schifffahrtsmuseums, 2016

1985 gewann die Hochsee-Rennyacht Diva des Vereins (zusammen mit der Outsider und der Rubin G VIII) den Admiral’s Cup; seinerzeit einer der bedeutendsten Segelwettbewerbe für Hochseeyachten. Eigner der Diva waren Friederich Dieckell und Peter Westphal-Langloh, Skipper war Berend Beilken.
Die Diva ist seit 1992 im Deutschen Schifffahrtsmuseum in Bremerhaven ausgestellt.

## Regatten

### Rotesand-Regatta
Seit 1968 richtet der WYC jedes Jahr zwei Wochen vor Pfingsten die Rotesand-Regatta aus. Die Regattabahn ist rund 55 sm lang und verläuft von Bremerhaven aus um den Leuchtturm Roter Sand und wieder die Weser aufwärts bis zurück nach Bremerhaven. Die Rotesand-Regatta hat sich über die Jahre zu einer der bedeutendsten Segelregatten auf der Weser entwickelt. Zum 50. Jubiläum der Regatta am 5. Mai 2018 hatten über 80 Yachten gemeldet.

### Nordseewoche
Im Jahre 1920 trafen sich Hermann Huss (Weser Yacht Club Bremerhaven), Alex Theye (Weser Yacht Club Bremen) und J. Wortmann (Norddeutscher Regattaverein), um eine gemeinsame Regatta nach Helgoland auszuschreiben. Ziel war es, junge Leute wieder an die Hochsee zu gewöhnen. Zur ersten Wettfahrt im Jahr 1922 von Bremerhaven nach Cuxhaven meldeten 27 Yachten. Aus diesem Treffen entstand später die Nordseewoche, die inzwischen jährlich von der Regattagemeinschaft Nordseewoche organisiert wird.

## Umweltschutz
Der Weser Yacht Club Bremerhaven setzt sich aktiv für Umweltschutz ein. 2020 wurde er zum 14. Mal mit der Blauen Flagge, einem Gütesiegel für Sportboothäfen, für sein Engagement im Umweltschutz ausgezeichnet.